# Burari
Burari è una suddivisione dell'India, classificata come census town, di 69.182 abitanti, situata nel distretto di Delhi Nord, nello territorio federato di Delhi. In base al numero di abitanti la città rientra nella classe II (da 50.000 a 99.999 persone).

## Geografia fisica
La città è situata a 28° 45' 20 N e 77° 11' 39 E.

## Società

### Evoluzione demografica
Al censimento del 2001 la popolazione di Burari assommava a 69.182 persone, delle quali 37.824 maschi e 31.358 femmine. I bambini di età inferiore o uguale ai sei anni assommavano a 11.706, dei quali 6.266 maschi e 5.440 femmine. Infine, coloro che erano in grado di saper almeno leggere e scrivere erano 46.919, dei quali 28.250 maschi e 18.669 femmine.